# Ivan Petar Markić
Ivan Petar Markić (Split, travnja 1663. − ožujka 1733.), hrvatski kulturni djelatnik, pjesnik i prevoditelj iz Splita. Pripadnik plemićke obitelji Markića iz Splita. Šurjak hrvatskog pjesnika Jerolima Kavanjina.

## Životopis
Rodio se je travnja 1663. godine u uglednoj građanskoj obitelji. Godine 1680. je završio doktorat u Padovi.  Obitelj mu je poslije od Mletaka, 1698. stekla plemićki status contea. Godine 1728. Ivan Petar dobio je potvrdu rimskog plemstva, a dodijelili su mu ju konzervatori grada Rima. U potvrdi ga oslovljavaju knezom. Stjecanjem tog statusa pridonijelo je njegovim svezama s vrlo uglednim ličnostima i carskim dvorovima, koje je ostvario radi postizanja ciljeva koje si je zadao za životnu zadaću. Obilazio je carske dvorove, dopisivao se s uglednicima. Imao je velike ali vrlo ambiciozne zamisli, za koje mu je trebala pomoć inozemnih moćnika. 
Radio je na obrazovanju. U inozemstvu je kupovao knjige i slao ih u rodni kraj. Domovina mu je bila ideal. Najvažniji projekt koji je Markić ostvario bila je Ilirska akademija u rodnom mu Splitu. 
Prevodio je sa stranih jezika na hrvastki jezik. Među ostalim, preveo je isusovca Bouhoursa na hrvatski Misli karstjanske za svaki dan od miseca. Prevodio je i s francuskog na talijanski. Djelo Hvala svetih, ali govorenja zabiližena priko godišta Šime Ljubić pripisuje Markiću. Dio djela nalazi mu se, prema tvrdnjama H. Morovića, u rukupisu u Arhivu HAZU u Zagrebu, poput Uzdasi duše, poslovice, Lirske pjesme
Začetnik je dobrotvorne ustanove u Splitu zvane Martinis Marchi. Zamisao mu je bila da se u njoj besplatno okuplja i podučava siromašnu djecu. Isusovci bi radili s muškom djecom, a sestre uršulinke s djevojčicama. Nasljednici su mu nastavili raditi prema njegovom planu. Nakon stoljeća i pol, plan je ostvaren 1871.godine uz pomoć i Ivana de Marchija. Ustanova je obuhvatila širu populaciju od prvo zamišljene: osim siromašnih školaraca i školarica, tu su bili potpuno opskrbljeni siromašni starci i starice. Ustanovom imena Zavod Martinis-Marchi upravljala je Javna dobrotvornost. Vodile su ju redovnice sv. Vinka Paulskog. Djelovala je do 1945. godine. 
S braćom je potkraj 17. stoljeća komunicirao s providurom Alvisom Mocenigom III. (1696. – 1702.) radi ispolovanja dopuštenja gradnje kule u uvali Maslinici na otoku Šolti, a da oko kule smije sagraditi selo s crkvom. Providur Marin Zane u pismu duždu 1703. to je obrazložio uz dodatni zahtjev za dodjelu 200 kampa zemlje. Markići su dobili potporu, zbog providurova mišljenja da će kad se osnuje naselje dovesti koloni, koji će u slučaju nužde biti i vojnici, što će biti korisno u borbama protiv gusara. Temeljem te dukale koja glasi na nadnevak 25. kolovoza 1703., dopustio je izgradnju kule, sela i crkve, te investitura od 200 kampa zemlje. Sve je to uvjetovao pristankom splitske komune, kojoj je Šolta pripadala. Markići su se iste godine javili splitskom Velikom vijeću. Zatražili su da im se u Maslnici dade u najam 100 kampa zemlje, a da naknada za vreteno bude uobičajena, četiri solda. Podsjećanje na protugusarsku borbu imalo je razlog. Zbog toga što je taj dio Šolte bio pust, bez straže i neobrađen, nije bio siguran od pljačkaša, a gusari su mogli neprimijećeno se primaknuti naseljima. Sjećanja na pohod ulcinjskih gusara 1696. koji su opljačkali i porobili mnogo ljudi iz Donjeg Sela te uspjeli umaknuti potjeri providura Dolfina, bila su još svježa. Pljačka je financijski pogodila Split kojem je Šolta bila važni izvor prihoda. Stoga je prosinca 1703. Vijeće odobrilo Markićima zemljište za izgradnju, a siječnja 1704. providur je izdao terminaciju. Tako je naselje koje su podigli Markići postalo i luka koja je bila zborno mjesto brodovlju koje se borilo protiv gusara, a čuvala ju je kula za obranu. Ivan Petar Markić i braća doveli su kolone iz Zaostroga, Prugova a zabilježen je i kolon iz Mostara. S kolonima i drugim stanovnicima koji su došli, Markići su ugovarali dominikalne obveze za terene i kuće, ako su ih stranke smatrale pravednima. Tko se naselio u Maslinici, bio je oslobođen na 12 godina svih obveza, osim onih koje je vlast zapovijedila u iznimnim okolnostima. 
Ovaj utvrđeni ljetnjikovac braće Markić opjevali su hrvatski pjesnici Jerolim Kavanjin i Antun Matiješević Karamaneo.
S braćom je sudjelovao u protuturskim ratovima kao dragovoljac, a na svoj su trošak vodili ljude u borbe. U planove u svezi s ovim borbama uložio je najviše svoje imovine. Planirao je oslobođenje svih južnih Slavena od osmanske vlasti. Zahvat je bio sanjarski velik, ali je bio svjestan da to sam ne može, nego treba pomoć velikih. Plan je prepuštao papi Klementu XI. pišući breve. Zemlje koje je namjeravao osloboditi bile su: Bugarska, Raška, Makedonija, Albanija, Bosna, Hercegovina, dio Dalmacije i Hrvatske (jer je dio već bio slobodan od osmanske vlasti).
Drugi veliki plan u koji je uložio mnogo svoje imovine i života jest otkupiti od državnog fiska Austrije neki feud između osmanske međe i Jadranskog mora. 
Umro je u Mletcima.